# Mocealkî, Turiisk
Mocealkî (în ucraineană Мочалки) este un sat în comuna Makovîci din raionul Turiisk, regiunea Volînia, Ucraina.

## Demografie
Componența lingvistică a localității Mocealkî
     Ucraineană (99,15%)
     Alte limbi (0,85%)
Conform recensământului din 2001, majoritatea populației localității Mocealkî era vorbitoare de ucraineană (99,15%), existând în minoritate și vorbitori de alte limbi.